# مجاري الصرف الصحي

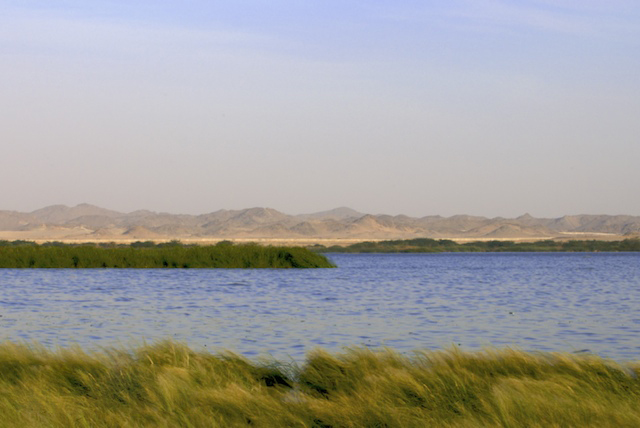
بحيرة المسك يصب فيها الصرف الصحي لمدينة جدة.

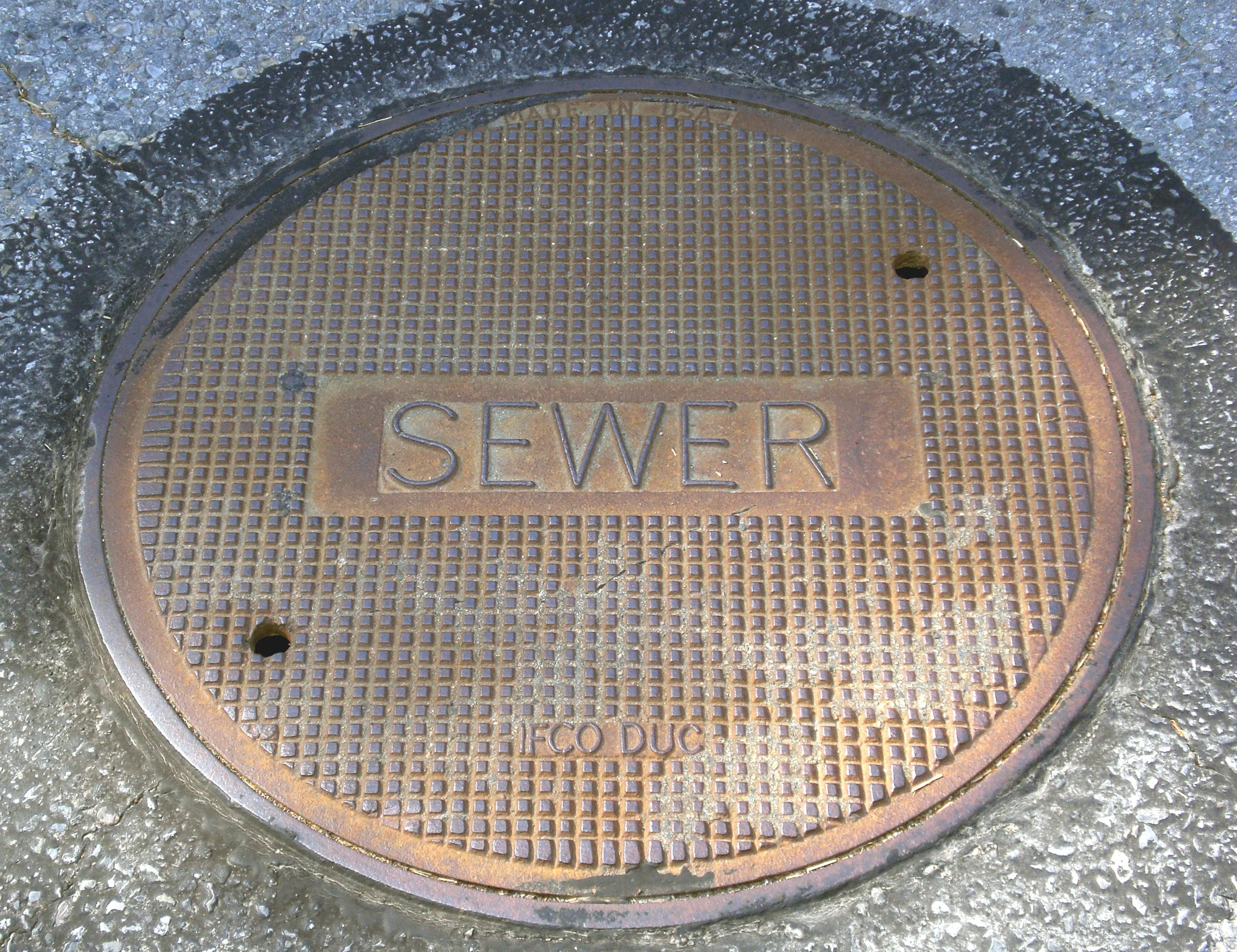
غطاء غرفة التفتيش لنقطة وصول إلى مجاري الصرف الصحي.

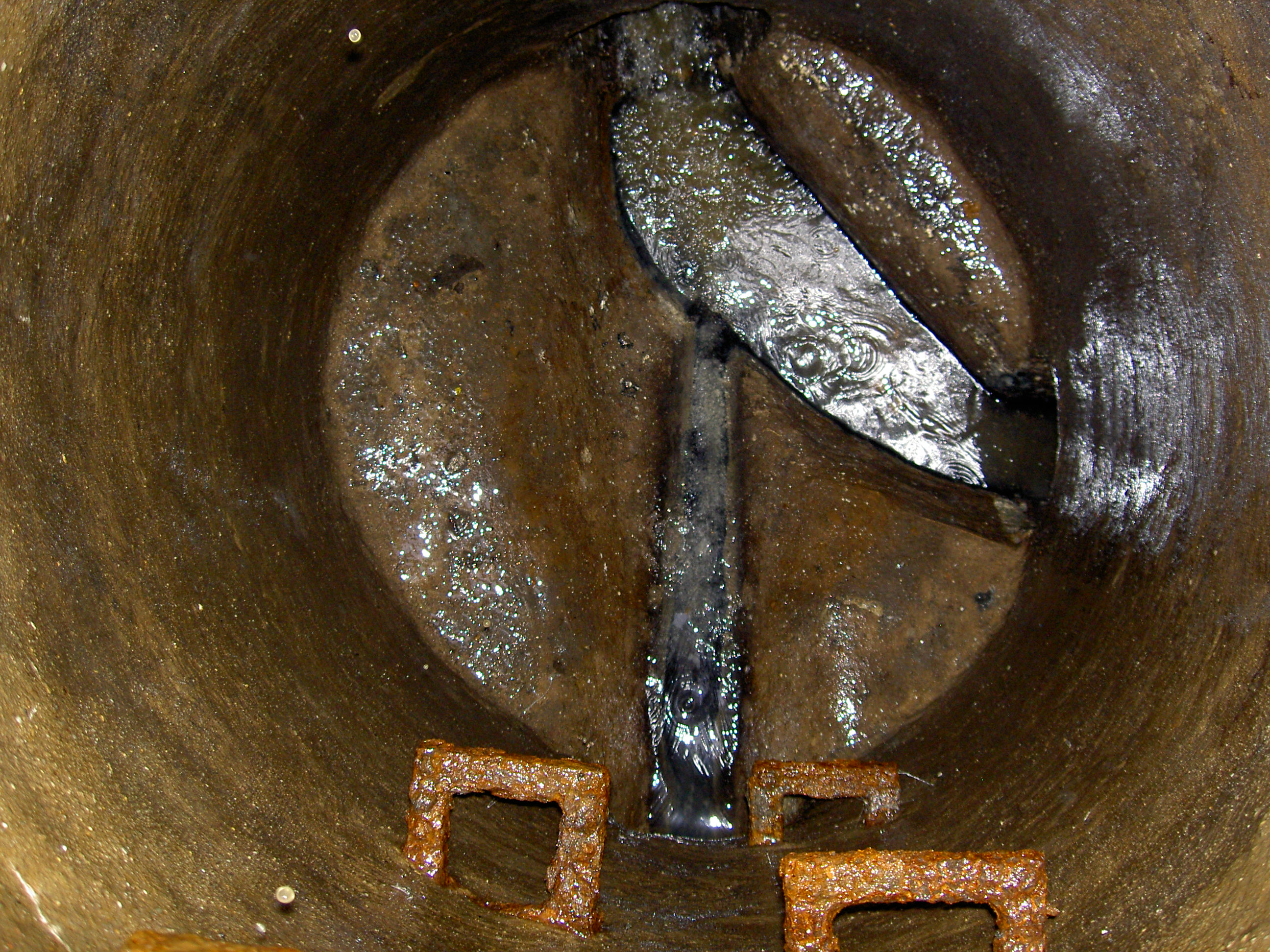
منظر لأسفل في فتحة غرفة تفتيش يُظهر خطين متقاربين من أنابيب الصرف الصحي. يدخل الأنبوب الأكبر من اليمين ويغير الاتجاه داخل فتحة غرفة التفتيش ليخرج من أعلى الصورة. ويدخل أنبوب أصغر من أسفل الصورة تحت درجات سلم النزول. والأرضية الخرسانية لغرف التفتيش بها قنوات لتقليل تراكم المواد الصلبة.

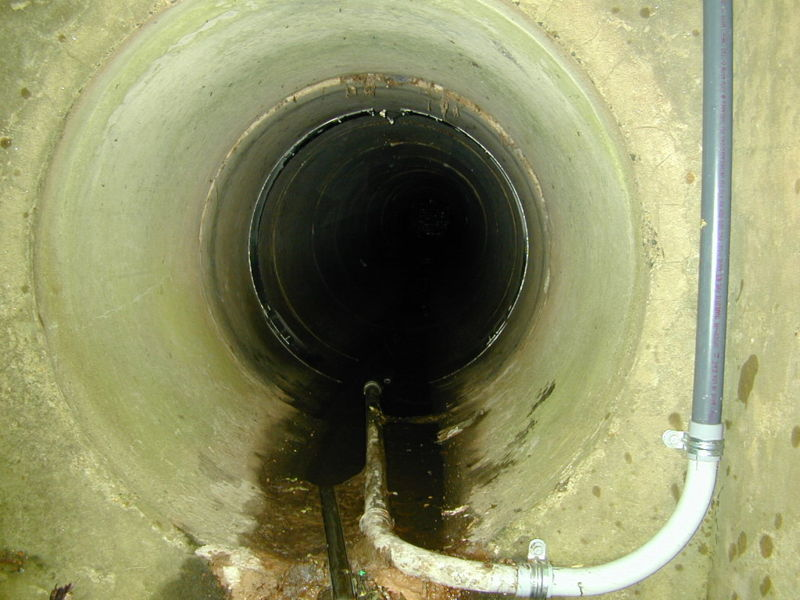
صورة داخلية لمجاري الصرف الصحي الكبيرة من فتحة غرفة التفتيش.

مجرى الصرف الصحي (يسمى أيضًا مجرى مياه الصرف الصحي) هو نظام نقل منفصل تحت الأرض مخصص لنقل مياه الصرف الصحي من المنازل والمباني التجارية لمعالجتها أو التخلص منها. وتحمل مجاري الصرف الصحي الأخرى التي تخدم المناطق الصناعية أيضًا مياه الصرف الصناعي. ويُسمى نظام مجاري الصرف بنظام شبكة المجاري (الصرف الصحي).
تعمل مجاري الصرف الصحي بصورة منفصلة ومستقلة عن مصارف مياه الأمطار الغزيرة، والتي تحمل الميا الجارية الخاصة بـ الأمطار وغير ذلك من المياه التي تغمر شوارع المدينة.:Ch.I  يطلق على مجاري الصرف التي تحمل كلاً من مياه الصرف الصحي ومياه الأمطار الغزيرة معًا المجاري المجمعة.
والصرف الصحي هو جزء من شبكة توزيع المياه، وتعني هذه الشبكة بتصريف المخلفات السائلة من المباني والمصانع إلى محطة المعالجة أو أماكن التصريف. تنتج مياه الصرف الصحي عن منطقة التجميع، وتكون مجاري الصرف الصحي أصغر بكثير من المجاري المجمعة والمصممة أيضًا لتحمل جريان المياه السطحية. وتكون بعض مجاري الصرف الصحي القليلة كبيرة بدرجة تكفي لوقوف رجل قائم بداخلها، وهي عادةً ما تحمل تدفقات شديدة قد تكتسح مثل هذا الرجل من قدميه.]]

## مجموعة مصطلحات
في الدول المتقدمة، تكون مجاري الصرف عادةً عبارة عن خطوط أنابيب تبدأ بالأنابيب المتصلة من المباني إلى واحد أو أكثر من المستويات الأكبر لشبكة المجاري الرئيسية للقنوات تحت الأرض، والتي تنقل مياه الصرف الصحي إلى مرافق معالجة مياه الصرف الصحي. الأنابيب الرأسية، التي تسمى فتحات دخول غرف التفتيش، تعمل على توصيل شبكة المجاري الرئيسية إلى السطح. يتم استخدام فتحات دخول غرف التفتيش للوصول إلى أنابيب الصرف الصحي من أجل عمليات الفحص والصيانة، وأيضًا كوسيلة لتسريب الغازات من مجاري الصرف. كما أنها تسهل الزوايا الرأسية والأفقية في خطوط الأنابيب المستقيمة الأخرى. تعمل مجاري الصرف بقوة الجاذبية عمومًا، إلا أنه يمكن استخدام المضخات إذا كان ذلك ضروريًا. أنبوب الصرف الأكثر استخدامًا هو الأنبوب SDR-35 (معدل الأبعاد القياسي 35)، مع الأنابيب الفرعية الأصغر حجمًا والمتصلة داخل شبكة مجارٍ رئيسية أكبر حجمًا[بحاجة لمصدر]
وتسمى أنابيب نقل مياه الصرف الصحي من مبنى فردي إلى أنبوب تجميع الصرف الصحي العام باسم الأنابيب الفرعية. مجاري الصرف الفرعية تعمل عادةً تحت الشوارع التي تستقبل الأنابيب الفرعية من المباني الموجودة على طول هذه الشوارع وتصرفها بقوة الجاذبية في قنوات الصرف الرئيسية في غرف التفتيش. ربما يكون لدى المدن الكبيرة مجاري صرف تسمى المجاري الحاجزة والتي تستقبل التدفقات من قنوات الصرف الرئيسية المتعددة. محطة الرفع هي عبارة عن بالوعة تجميع الصرف الصحي مع وجود مضخة لرفع مياه الصرف الصحي المتراكمة لارتفاعات عالية. ربما تعمل المضخة على التصريف إلى مجرى صرف تجميعي آخر في ذلك الموقع أو ربما يكون التصريف من خلال قوة ضغط شبكة المجاري الرئيسية في بعض المواقع البعيدة.

## معلومات تاريخية
امتدادًا للثورة الصناعية، فقد نمت العديد من المدن في أوروبا وأمريكا الشمالية في القرن التاسع عشر، مما أدى في كثير من الأحيان إلى الازدحام وزيادة المخاوف بشأن الصحة العامة. كجزء من توجه برامج الصرف الصحي المحلية في أواخر القرن التاسع عشر والعشرين، فقد شيدت العديد من المدن أنظمة صرف صحي واسعة النطاق للمساعدة في السيطرة على تفشي بعض الأمراض مثل التيفوئيد والكوليرا.:29-34 في البداية كانت هذه الأنظمة تصرف مياه الصرف الصحي مباشرة إلى المياه السطحية دون معالجة. وبما أن تلوث المسطحات المائية أصبح مصدر قلق، فقد أضافت المدن محطات معالجة الصرف الصحي لأنظمتها. خضعت معظم المدن في الولايات المتحدة إلى ثورات تغيير في الصرف الصحي بين عامي 1900 و1935، وذلك بإضافة أنظمة الصرف الصحي الأكثر تكلفة وغيرها من التقنيات للتخلص من البكتيريا الضارة من خلال معالجة المياه باستخدام الكلور وترشيح المياه ومياه الصرف الصحي. في المناطق التي يوجد بها تلوث سطحي بالقرب من الشاطئ، مثل كليفلاند، تم وضع أنظمة امتصاص موسعة في المياه للحد من التلوث في مياه الشرب. خلال هذه الفترة، كان هناك انخفاض في الأمراض في المدن، مثل حمى التيفوئيد التي انخفضت من 35 حالة من كل 10,000 شخص إلى أقل من 5 حالات من كل 10,000 من السكان. يمكن لهذه الأنظمة الأولية من أنظمة مجاري الصرف أن تكون معتمدة مع الزيادة السكانية في المدن وذلك لأن متوسط العمر المتوقع يزيد والمرض يقل.

## طرق تصريف المياه

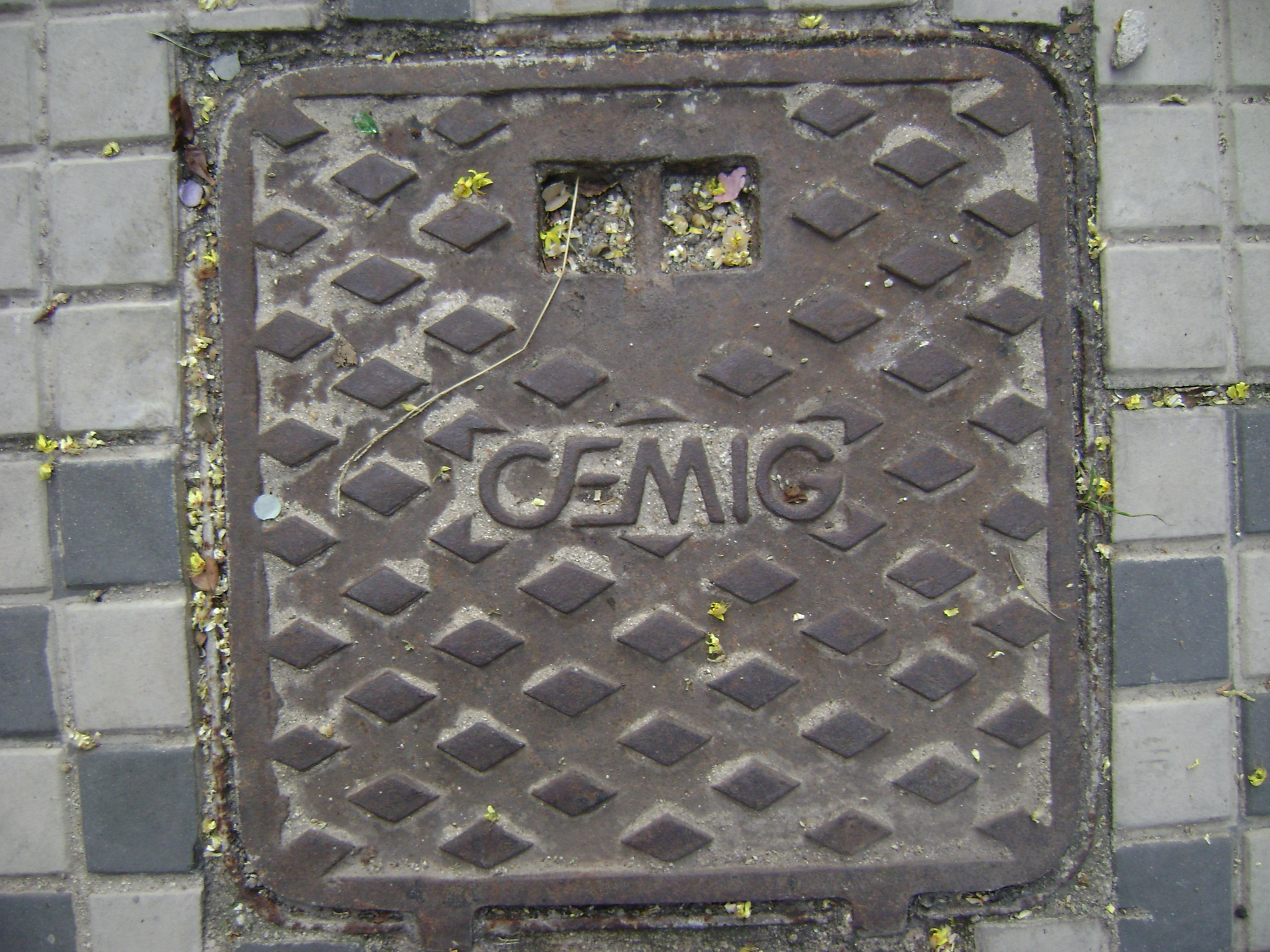
مطابق في مدينة بيلو هوريزونتي

## أنابيب التوزيع

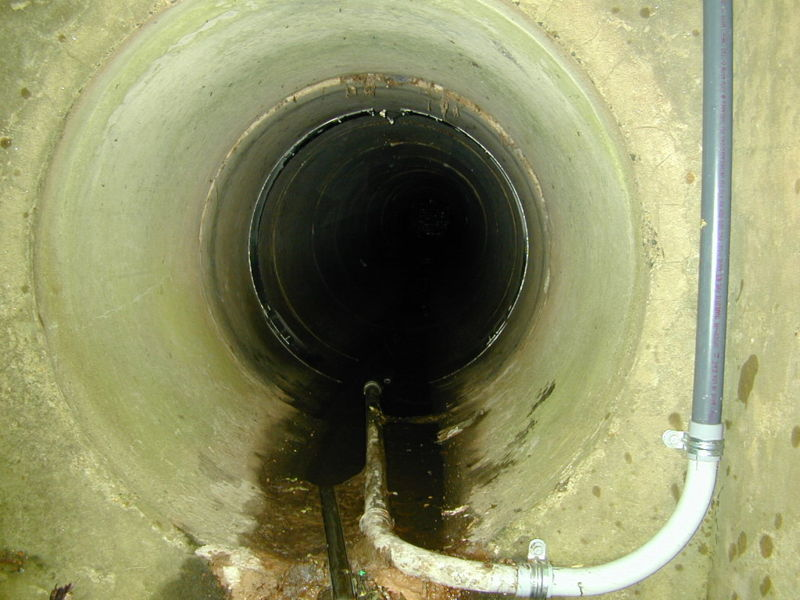
أنبوب صرف صحي في أمريكا